# Txàborz M-3

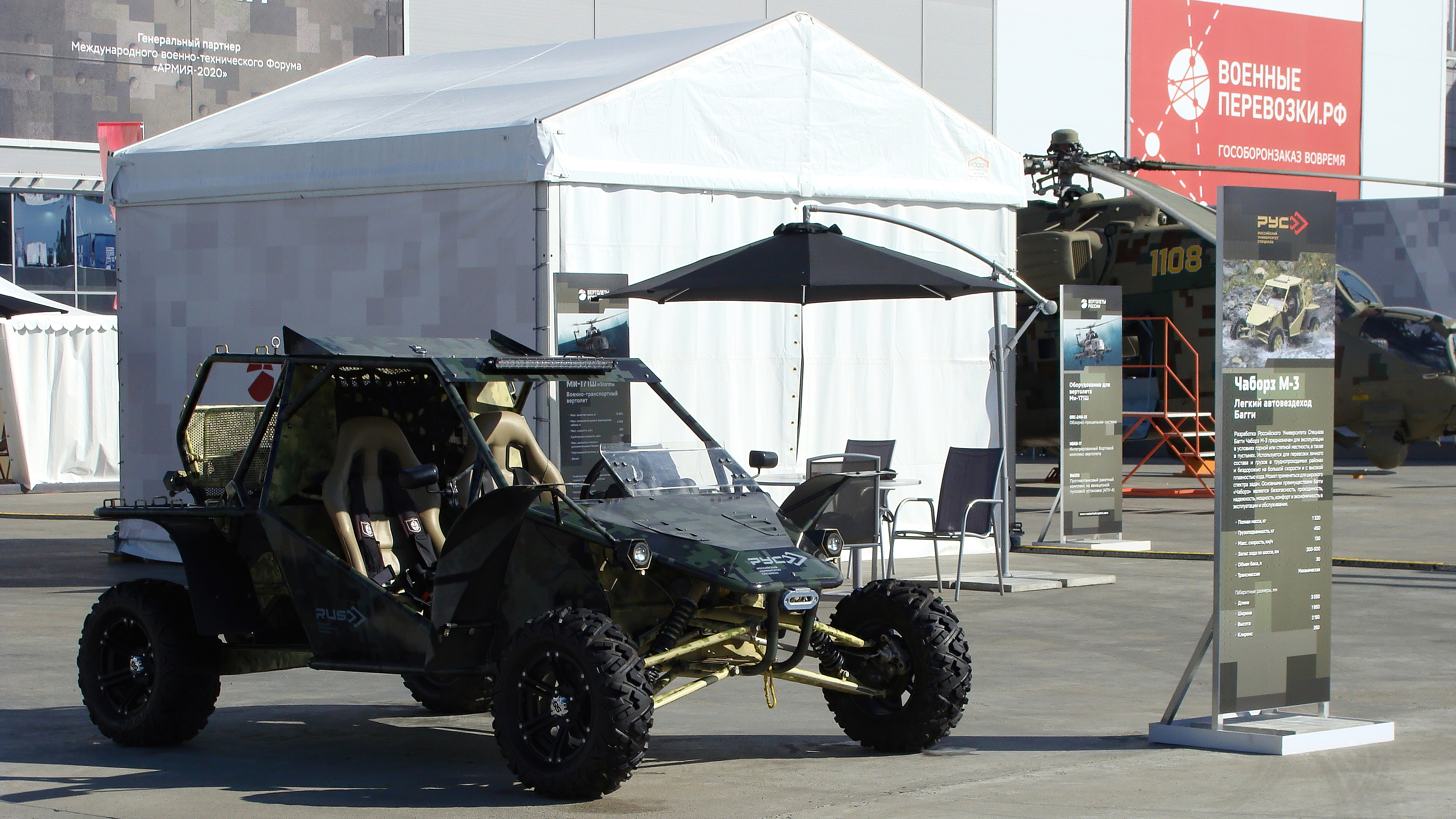
Txàborz M-3 a l'exposició «Exèrcit-2020»

El Txàborz M-3 (en rus: Чаборз М-3) és un bugui tot terreny lleuger d'ús militar construït per la factoria txetxena TxetxenAvto, a la seva fàbrica d'Argun. Es va començar a fabricar el març de 2017, tot i que la producció en sèrie s'inicià el 2019. Està dissenyat com un vehicle d'assalt, reconeixement, evacuació o de comandament per operar en àrees muntanyoses i boscoses inaccessibles, així com en zones desèrtiques o estepàries. Pesa uns 800 kg, capacitat per tres tripulants i càrrega útil de fins a 250 kg, i pot arribar als 130 km/h. Té la possibilitat de ser armat amb metralladora i llançagranades. La fabricació del Txàborz M-3 s'ha fet aprofitant el motor del Lada Priora i la caixa de canvis del Lada Granta, vehicles que s'han ensamblat a la planta d'Argun des de la creació de TxetxenAvto l'any 2008. El M-3 té una versió per a sis places, el Txàborz M-6. L'Exèrcit rus va adquirir diverses unitats, que van ser presentades a Moscou durant la desfilada del Dia de la VIctòria del 9 de maig de 2019, i ja han estat utilitzats durant les intervencions russes a la Guerra siriana.